# Selección femenina de voleibol de Egipto
La selección femenina de voleibol de Egipto es el equipo representativo del país en las competiciones oficiales de voleibol. Participa en los torneos organizados por la CAVB, así como en los de la Federación Internacional de Voleibol.
En el 2023 obtuvo la medalla de plata de las Naciones Africanas y logró la clasificación a Mundial de voleibol de 2025.

## Resultados

### Campeonato Mundial
- 1990 - 16°
- 2002 - 22°
- 2006 - 26°
- 2025 - Clasificado